# Église San Giacomo Maggiore de Bologne
L'église San Giacomo Maggiore ou église Saint-Jacques-le-Majeur, qualifiée localement de « basilique » (Basilica di San Giacomo Maggiore), est un édifice religieux situé Piazza Rossini à Bologne en Italie.

## Histoire
L'édifice est réalisé entre 1267 et 1315 par les ermites de Saint Augustin sur le terrain de l'église Sainte-Cécile.
L'église est consacrée finalement en 1344, après la construction de l'abside et restructurée à la fin du XVe siècle.
L'église d'origine romane possédait une nef couverte d'un toit en pente avec charpente apparente, et une abside polygonale. Sa conception était néanmoins d'inspiration gothique : élan vertical, fenêtres en ogive et ses arcs.
Au XVe siècle, les Bentivoglio réalisent la chapelle familiale (1463-1468) ainsi que le porche sur la Via San Donato (1477-1481).
Entre 1483 et 1498 l'intérieur est remanié : substitution du toit à charpente par une toiture à coupole soutenue par trois voûtes et nouvelles chapelles.
Avec la suppression, sous Napoléon, des ordres religieux, les Augustins sont expulsés. De retour en 1824, ils quittent définitivement le couvent Saint-Jacques-le-Majeur en 1860 mais continuent à occuper l'église.

## Description

### Extérieur

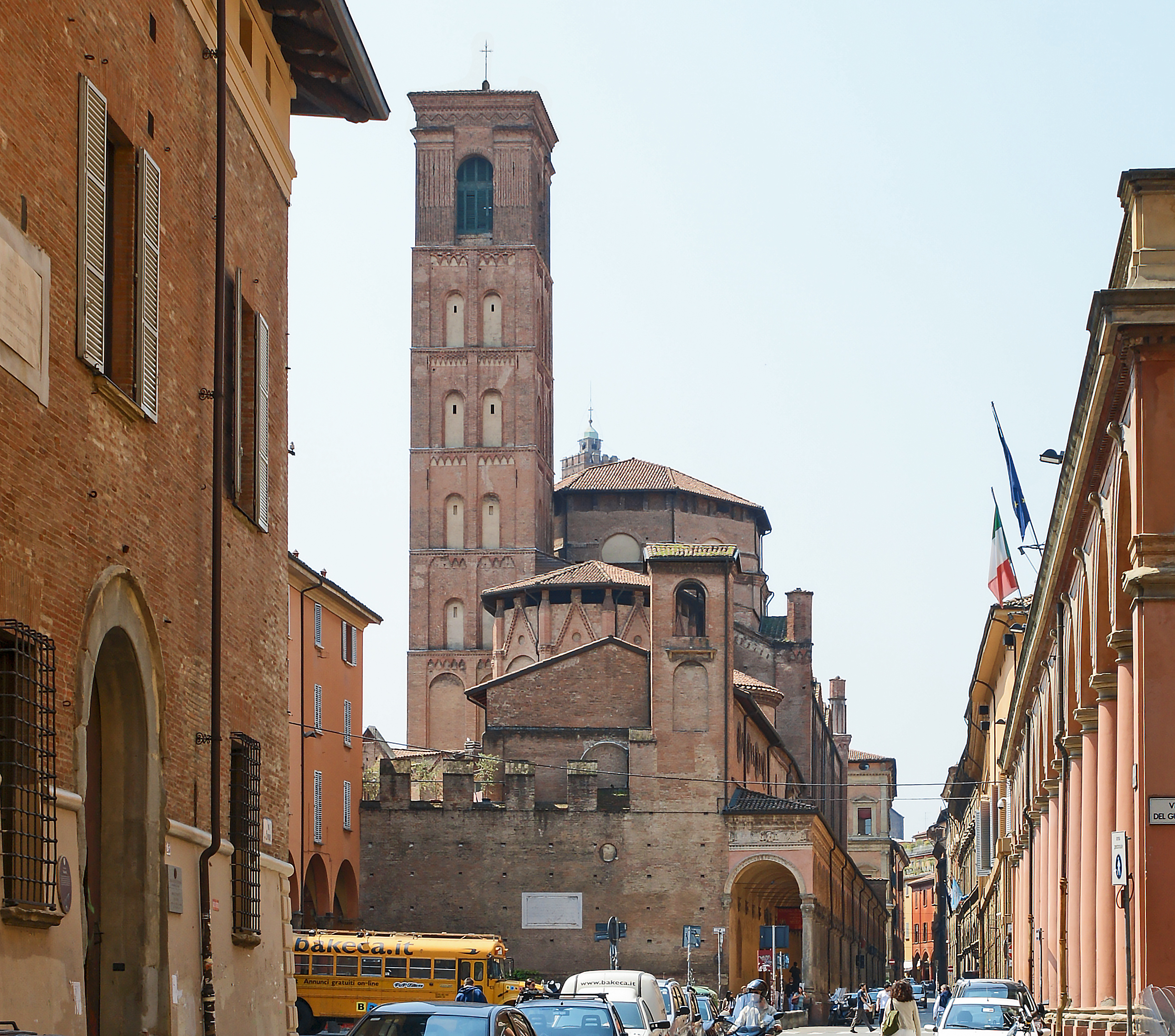
L'abside et le campanile.

La partie la plus ancienne de l'édifice est la façade à pignons de style roman tardif.
À la fin du XIIIe siècle, les Lombards ajoutent les ornements des fenêtres ogivales de style vénitien en pierre d'Istrie.
Le portique de la Renaissance comporte une frise figurative possède 36 colonnes à chapiteaux corinthiens cannelées en grès et couronnées par une frise sculptée.
Le portique est bordé par des niches avec des sarcophages gothiques et donne accès à l'église de Santa Cecilia e Valeriano.

### Intérieur
L'intérieur est constitué par une seule nef.
Le projet de l'architecte Pagno Portigiani Lapo da Fiesole a été réalisé entre 1463 et 1468.
Le pavement du sol avec le blason des Bentivoglio sont issus de l'atelier des Della Robbia (1489).
- La Vierge en majesté avec saint Jean, Sébastien, Florian et Augustin  de [Francesco Raibolini (dit Francesco Francia), (1494 env.) ;
- la chapelle Poggi, conçue par l'architecte et peintre Pellegrino Tibaldi (1561) ;
- le tombeau d'Anton Galeazzo Bentivoglio par Jacopo della Quercia (1453) ;
- San Rocco de  Lodovico Carracci ;
- le polyptyque de la relique de la Sainte Croix de Paolo Veneziano ;
- Vierge en gloire de Bartolomeo Cesi (fin du XVIe siècle) ;
- Crucifix du gothique tardif (début du XVe siècle) dans la chapelle Malvezzi.

#### Chapelle Bentivoglio
- Dans la chapelle Bentivoglio :

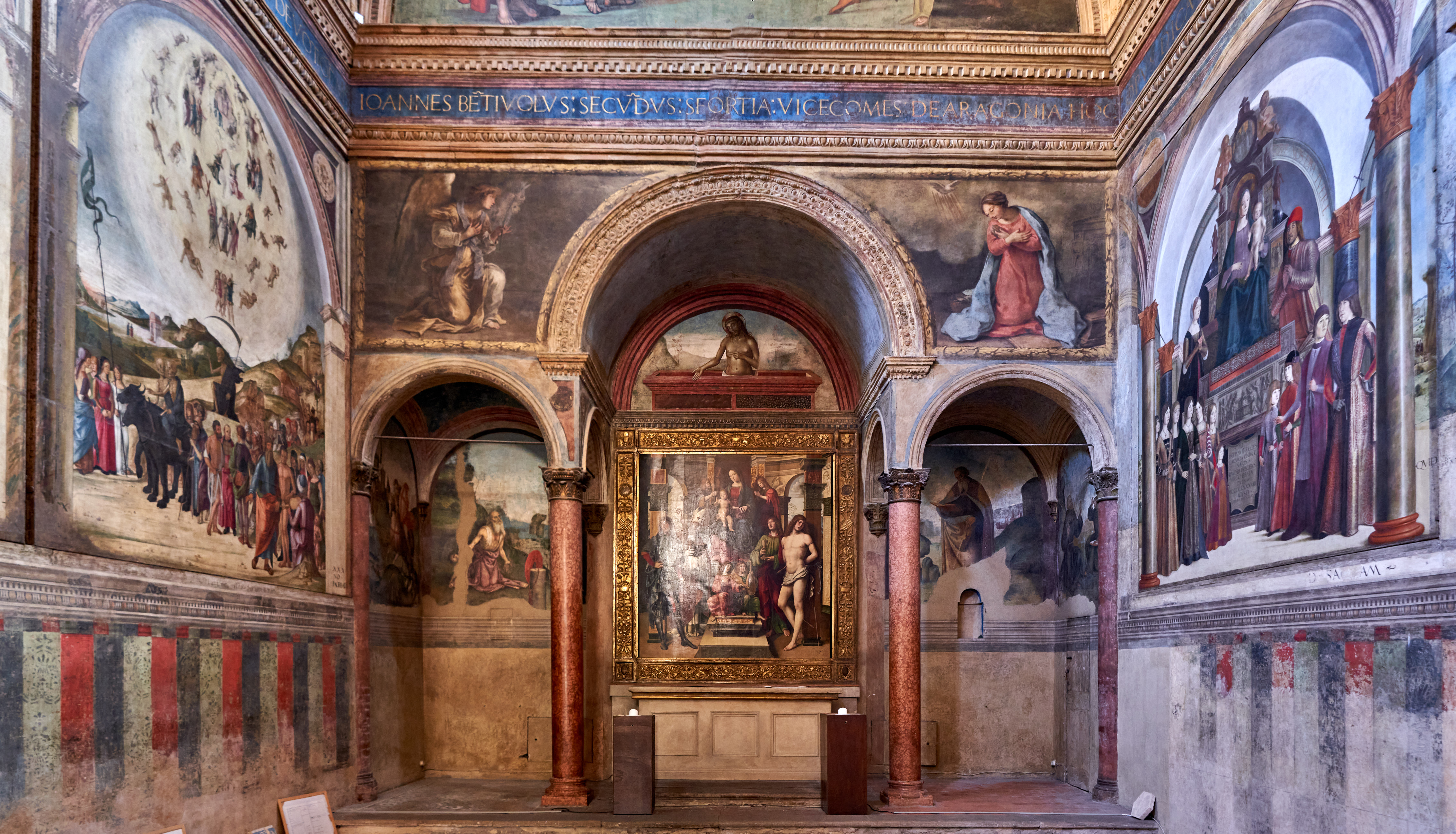
Vue générale de la chapelle, Le Triomphe de la Mort à gauche, Pala Bentivoglio à droite.

  - La Vierge à l'Enfant sur le trône avec la famille Bentivoglio ou Pala Bentivoglio (1488) de Lorenzo Costa ;
  - Le Triomphe de la Gloire ;
  - Le Triomphe de la Mort.

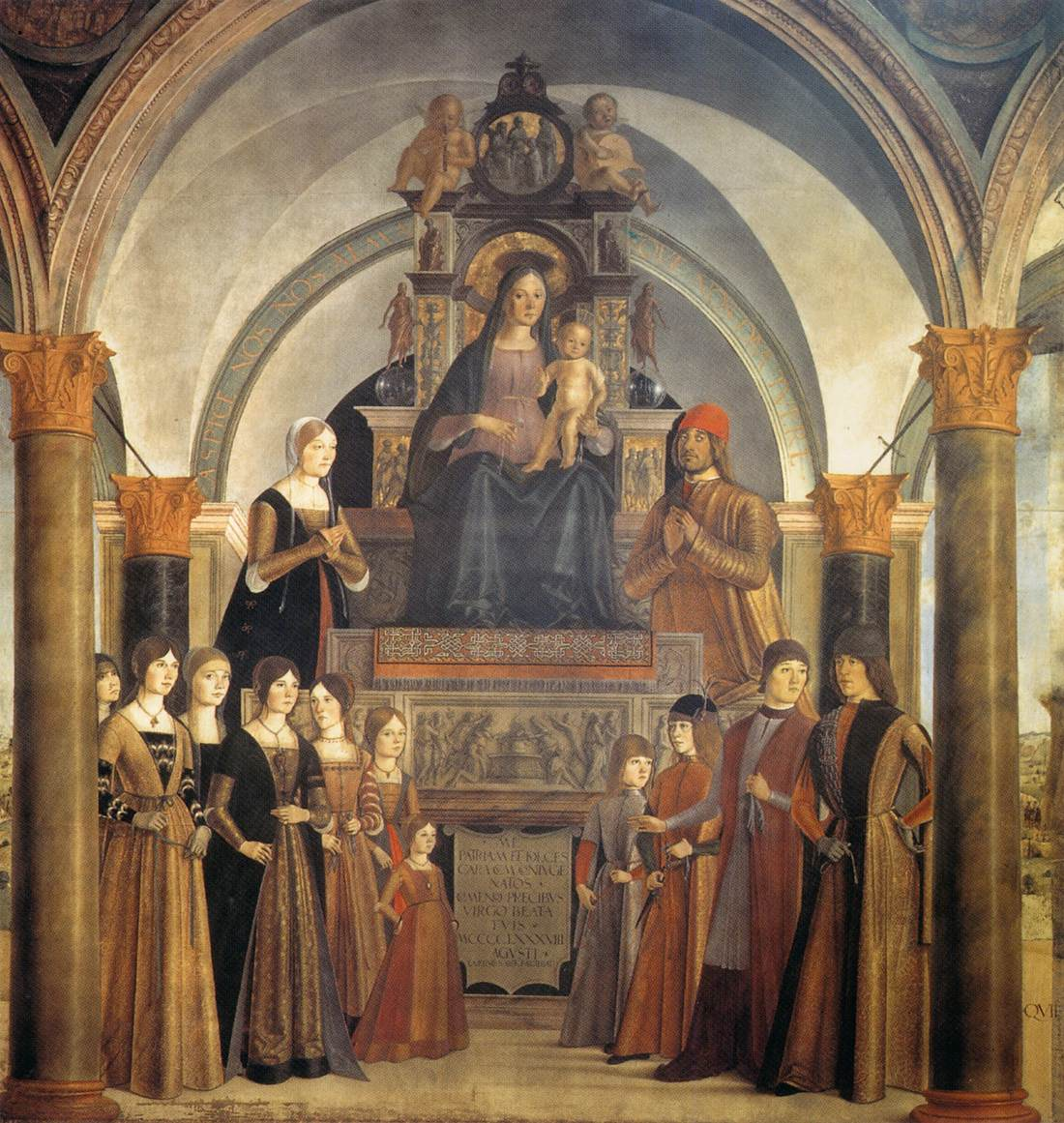
Pala Bentivoglio par Lorenzo Costa.
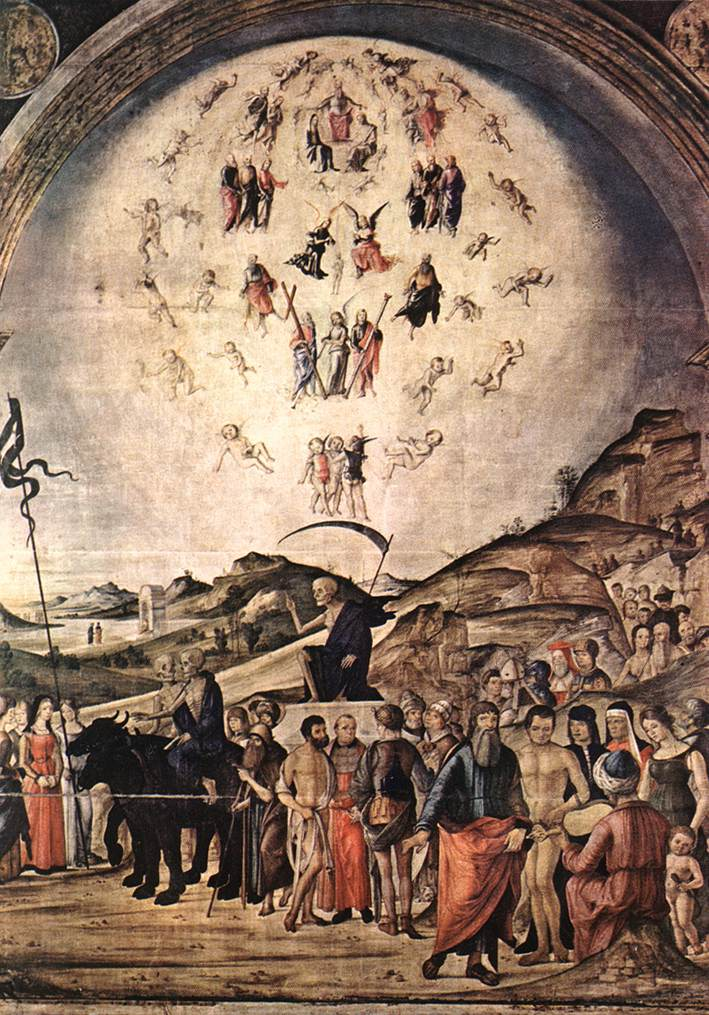
Le Triomphe de la Mort, Lorenzo Costa.

## Oratoire Sainte-Cécile

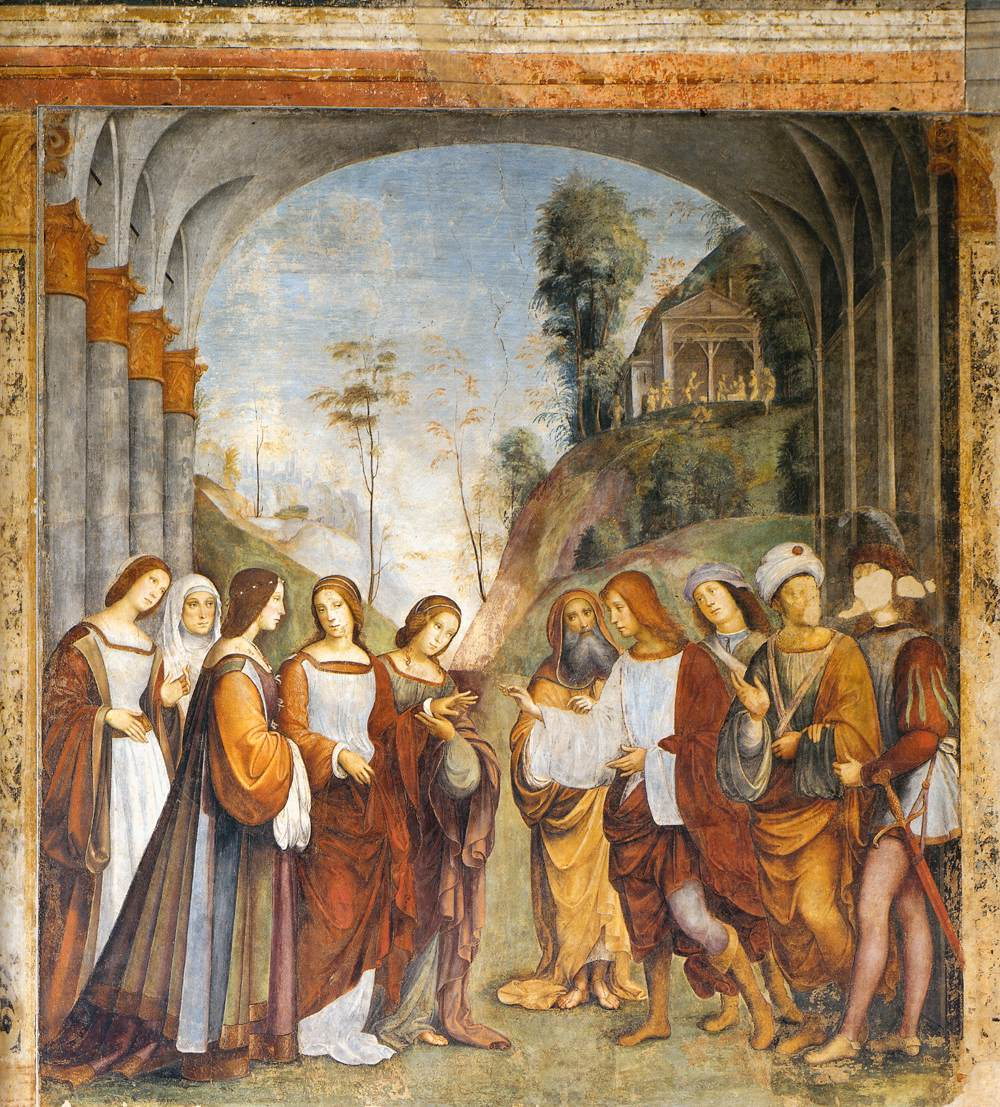
Le Mariage de sainte Cécile et saint Valérien, Francesco Francia.

L'entrée de l'édifice, qui est le reste de l'ancienne église romaine Sainte-Cécile, antérieure à 1267, est située le long du portique qui côtoie l'église San Giacomo Maggiore.
Giovanni II Bentivoglio, seigneur de Bologne, la transforme en oratoire Sainte-Cécile-et-Saint-Valérien (oratorio dei Santi Cecilia e Valeriano) et la fait décorer à fresque. Son cycle pictural, qui couvre les murs à gauche et à droite de l'entrée de l'oratoire, est composé d'une série de dix fresques commencées en 1505 décrivant la vie de sainte Cécile et de son époux saint Valérien, tous deux devenus martyrs pour ne pas avoir renié la foi chrétienne.
Les œuvres sont de Francesco Francia, Lorenzo Costa et Amico Aspertini et ont été achevées par des artistes mineurs.

## Sources
- (it) Angelo Raule, San Giacomo Maggiore in Bologna, Bologne, A. Nanni, 1999.